# Суха при Предосљах
Суха при Предосљах (словен. Suha pri Predosljah) је насељено место у општини Крањ, Горењска регија, Словенија.

## Историја
До територијалне реорганизације у Словенији била је у саставу старе општине Крањ.

## Становништво
У попису становништва из 2011. године, Суха при Предосљах је имала 237 становника.
| Број становника према пописима | Број становника према пописима | Број становника према пописима |
| ------------------------------ | ------------------------------ | ------------------------------ |
| 1991                           | 2002                           | 2011                           |
| 204                            | 229                            | 237                            |

Напомена: До 1953. исказивано под именом Суха.